# Турский собор
Собор Святого Гациана Турского (фр. Cathédrale Saint-Gatien de Tours) — кафедральный собор в Туре.
Турский собор — главная достопримечательность города. В нём располагается Турская архиепархия. Посвящён собор основателю епархии, первому епископу Тура.
Начало строительство датируется 1170 годом, конец — 1547 годом. Однако, известно, что на месте собора уже в конце IV века располагался храм в романском стиле, сгоревший в 561 году, но позже восстановленный.
Стиль собора готический, но ранние элементы имеют романские черты, а поздние — стиль Возрождения.
В 1862 году собор включён в список исторических памятников Франции.

## История строительства
- 340 г.: строительство 1-го собора небольших размеров начато епископом Литорием Турским и позже продолжено епископом Мартином в течение четверти века.
- 573 г.: построен 2-й собор Григорием Турским и освящен в честь Св. Маврикия в 590 г.
- к 1160 г.: собор, находившийся в плохом состоянии, реконструирован в анжуйском стиле. Строительство так и не было завершено.
- 1220/1270 гг.: после нескольких пожаров собор возводят в готическом стиле с радиальными хорами.
- XIV в.: завершен трансепт, строительство западной части собора. В качестве нового покровителя собора выбран св. Гациан.
- XV в.: завершается строительство нефа, а также фасада в стиле пламенеющей готики.
- 1507/1535 гг.: верхняя часть башен западного фасада оформлена в итальянском стиле.
- 1792 г.: революционеры превращают собор в храм богини разума и разрушают статуи и порталы собора.
- XIX в.: освящается алтарь в честь Св. Мартина.
- 1996 г.: освящение нового алтаря для литургии, созданного скульптором Франсуа Арналем. Реставрация органа.
- 1993/2003 гг.: восстановление хоров и апсиды, а также витражей собора и росписи.
- 2009/2010 гг.: реконструкция западного фасада и его витражной розы.
- 2010 г.: восстановление часовни с гробницами детей Карла VIII и Анны Бретонской.
- 2010/2013 гг.: восстановление северного трансепта и его витражной розы.

## Архитектура
Западный фасад имеет две башни высотой 68 и 69 м. Мощная северная башня собора скрывает под своим куполом королевскую лестницу, настоящий архитектурный шедевр, приписываемый Пьеру де Валенсу. В более стройной южной башне размещаются колокола собора.
Порталы фасада украшены искусной резьбой, увенчаны стрельчатым щипцом.
Размеры храма 100 на 28 метров. Главный неф собора, высотой 29 метров, был сооружен в 2 этапа строительства.
Хоры, выполненные в стиле парижской готики, напоминают часовню Сент-Шапель в своей верхней части. Оригинальный расписной декор хоров был восстановлен после реставрации витражей XIII в. Великолепный трисвечник и главный алтарь, уцелевшие после Революции, являются единственным наследием литургических предметов XVIII в.

## Интерьер
Жемчужиной собора являются его витражи. Ансамбль витражей представляет собой один из красивейших образцов XIII в. он дополнен витражными розами XIII в. и розами фасада, относящимися к XV в.
Из южного трансепта открывается вид на величественный орган XVI в. и северную витражную розу, выполненную в стиле зрелой готики.
В осевой часовне расположен удивительный триптих в честь Пресвятой Девы, состоящий из витражей «Детство», «Завет» и «Страсти Христовы».
Два витража с изображением св. Мартина окружают витраж со св. Юлианом в часовне св. Франциска.
На одной из колонн собора можно увидеть сохранившееся изображение св. Маврикия, первого покровителя собора вплоть до XIII в.
Надгробия детей Карла VIII и Анны Бретонской, находившиеся ранее в бывшей коллегиальной церкви Св. Мартина, были перенесены в южную часовню в 1835 г. Они представляют собой один из самых ранних образцов эпохи Ренессанса в данном регионе (1506 г.)